# مقبرة يهودية

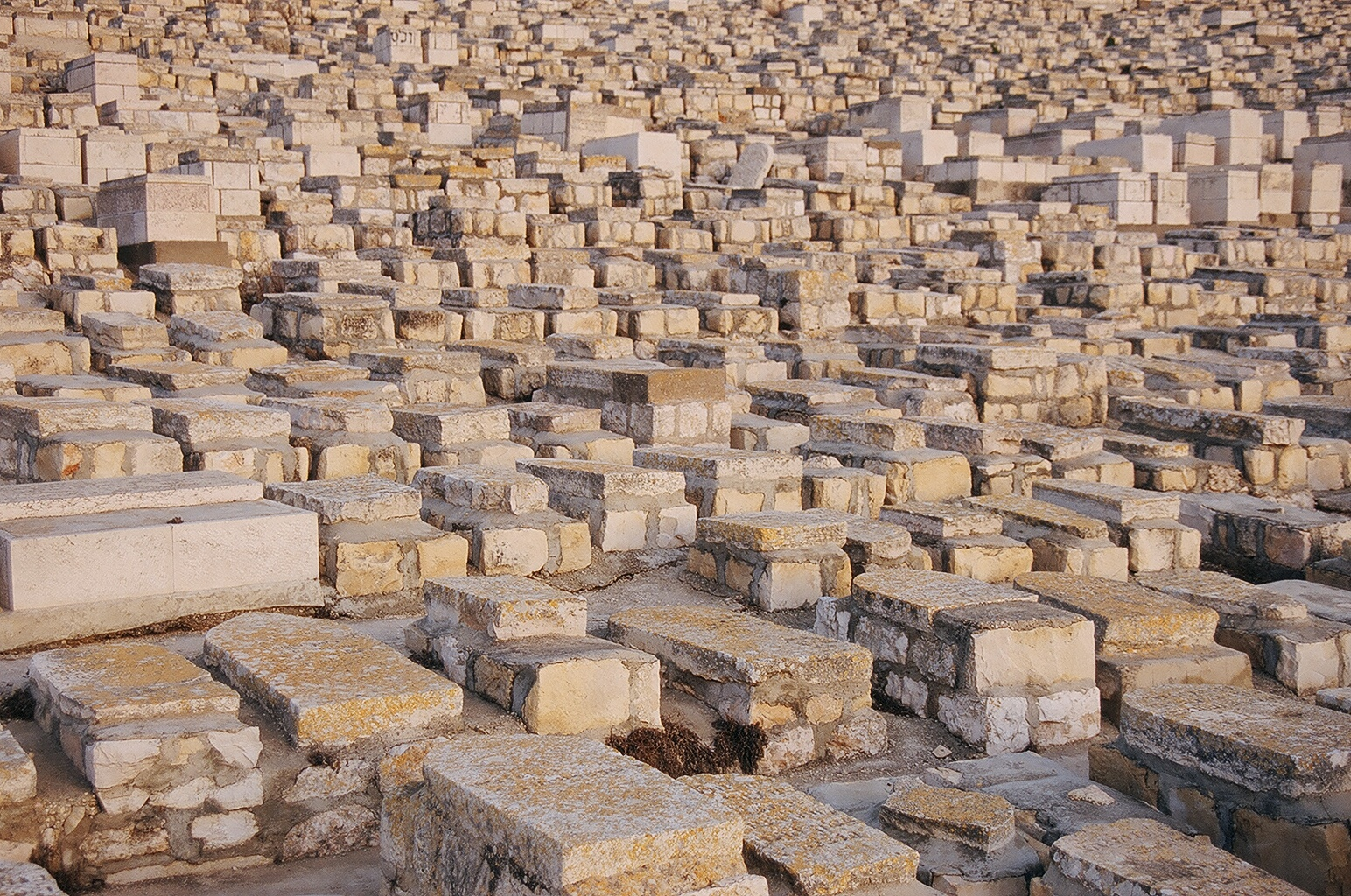

المقبرة اليهودية هي مقبرة دينية لدفن المنتمين إلى الدين اليهودي، حفاظا على التقاليد الدينية اليهودية.
اسمها في العبرية «بيت علمين أو بيت كفاروت» ومعناها بيت الأبدية. وتعتبر أرض المقبرة أرضا مقدسة، وتقام طقوس دينية معينة عند افتتاح مقبرة. يعتبر إنشاء مقبرة من أولويات المجتمع اليهودي في أي مكان في العالم.
كانت المقابر اليهودية في الماضي تقام خارج المدن. وفي الشتات كان من التقاليد دفن الميت وقدماه في اتجاه القدس. وتكون شواهد القبور باللغة العبرية واللغة المحلية. أثناء الحكم النازي تم تدمير معظم قبور اليهود ونبشها.
أكبر المقابر اليهودية في أوروبا موجودة في بودابست وبراغ ووارسو وبرلين، وكذلك المقبرة اليهودية في خوتين في أوكرانيا. أما في الولايات المتحدة فتوجد مقابر عديدة منها مقبرة كامنغ ستريت في تشارلستون في ولاية كارولينا الجنوبية، ومقبرة ميكفيه إسرائيل في فيلادلفيا في ولاية بنسلفانيا، والمقبرة اليهودية في ريتشموند في ولاية فرجينيا، ومقبرة بناي إسرائيل في أشلاند في ولاية ويسكونسن، والمقبرة اليهودية القديمة في سينسيناتي في ولاية أوهايو، وهذه المقابر هي أقدم مقابر في أمريكا.

## أعلام
- فيرنر وولف غلاسر